# Ахагауэр
Ахагауэр (англ. Aughagower; ирл. Achadh Fomhair, «поле ручьёв») — деревня в Ирландии, находится в графстве Мейо (провинция Коннахт). Население — 875 человек (по переписи 2002 года).
В деревне есть руины старой церкви, круглая башня, построенная ориентировочно между 973 и 1013 годами.